# Alpelisib
Alpelisib, comercializado sob a marca Piqray, é um medicamento usado no tratamento de alguns tipos de cancro da mama. É usado em associação com fulvestrant. É administrado por via oral.
Entre os efeitos adversos mais comuns estão níveis elevados de glicose no sangue, problemas nos rnis, diarreia, exantema, baixa concentração de células no sangue, problemas renais, pancreatite, vómitos e perda de cabelo. É um inibidor alfa especifico de PI3K. É comercializado pela Novartis e foi aprovado para uso clínico nos Estados Unidos em maio de 2019.